# Клода (Люблінське воєводство)
Клода (пол. Kłoda) — село в Польщі, у гміні Курув Пулавського повіту Люблінського воєводства.
Населення — 299 осіб (2011).

## Демографія
Демографічна структура станом на 31 березня 2011 року:
|          | Загалом | Допрацездатний вік | Працездатний вік | Постпрацездатний вік |
| -------- | ------- | ------------------ | ---------------- | -------------------- |
| Чоловіки | 148     | 34                 | 99               | 15                   |
| Жінки    | 151     | 34                 | 76               | 41                   |
| Разом    | 299     | 68                 | 175              | 56                   |